# 擠奶

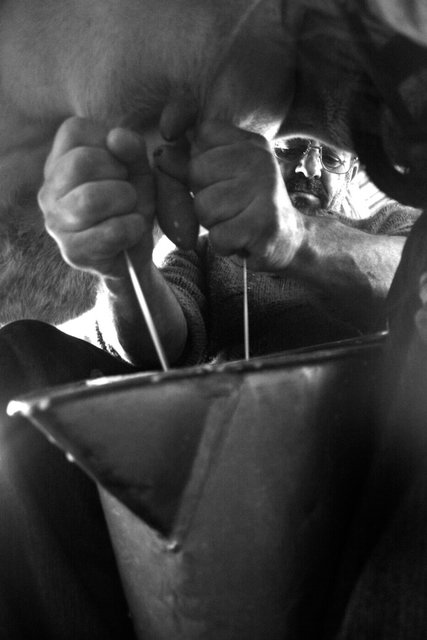
以手擠奶

擠奶指的是人類從雌性哺乳類動物取得乳汁的行為，這是人類取得乳汁的主要方式。

## 歷史
從五千年前、人類懂得馴養牛、羊等家畜以來，人類就知道可以從這些生物上取得乳汁。直到11世紀的歐洲，這種行為成為了一種專門的職業。而現在、酪農業者通常使用專門的擠奶器來進行這項工作，而不是用手直接擠乳房。
在現代的觀光牧場中，擠奶也成為一種體驗酪農生活的方式。

## 對人類
擠奶也可以指從女人身上取得乳汁的行為，通常用於女性為了新生兒準備食物，或是女性奶水過多、但嬰兒不喝的情況，透過擠奶取得乳汁並將其保存，以便之後食用或作為其他用途。